# Великий коронный хорунжий

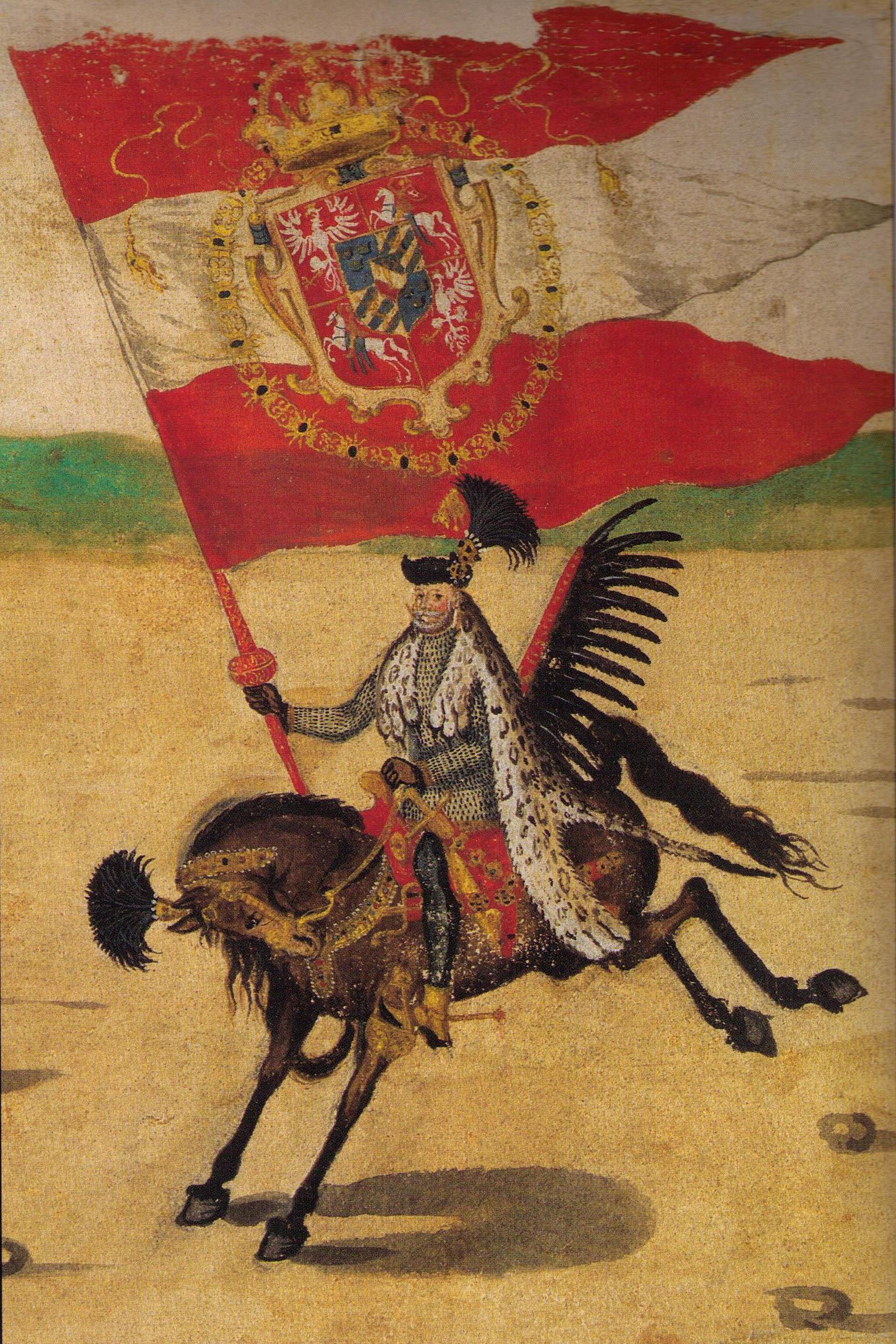
Великий коронный хорунжий Себастьян Собеский на свадебном шествии короля Сигизмунда III в Польше и Швеции, рисунок ок. 1605

Великий коронный хорунжий (пол. Chorąży wielki koronny) — дворцовая должность в Королевстве Польском и Речи Посполитой.

## История
Должность существовала уже во время правления польского короля Казимира Великого. Первое письменное упоминание принадлежит перу Яна Длугоша в описании им Грюнвальдской битвы
Великий коронный хорунжий нёс хоругвь
(знамя) Великого Королевства Польского перед королём во время наиболее важных дворцовых церемоний, таких как коронация, похороны, принятие в подданство (оммаж, вассальство).
Во время войны и в ходе боевых действий отвечал за главное знамя (хоругвь), как главный символ державы.
Обычно стоял по правую сторону от короля.

## Известные Великие коронные хорунжии
1. Мартин из Вроцимовиц (р.? — ум. 1442) (пол. Marcin z Wrocimowic) — великий коронный хорунжий короля Владислава II Ягайло
2. Матвей Грушецкий (пол. Maciej Gruszecki) — великий коронный хорунжий короля Владислава II Ягайло после Мартина
3. Себастьян Собеский (пол. Sebastian Sobieski) (р.1552 (р.? — ум. 1614) — великий коронный хорунжий короля  Стефана Батория
4. Андрей Потоцкий (р.? — ум. 1691) (пол. Andrzej Potocki) — великий коронный хорунжий короля  Яна II Казимира.
5. Марек Собеский (пол. Marek Sobieski) (р.1550 — ум. 1605) — великий коронный хорунжий